# Liste der Bayer-Bezeichnungen
Die nachfolgend aufgeführten Listen enthalten die Bayer-Bezeichnungen nach Sternbildern alphabetisch sortiert.
| Liste der Bayer-Bezeichnungen | Liste der Bayer-Bezeichnungen                           |
| ----------------------------- | ------------------------------------------------------- |
| Teillisten:                   | A, B, C, D, E, F, G, H, I, L, M, N, O, P, R, S, T, U, V |